# Asoka (film)
Asoka (Devanagari: अशोक, Urdu: اشوک) è un film di Bollywood diretto da Santosh Sivan del 2001, con Shah Rukh Khan e Kareena Kapoor.
È stato presentato alla 58ª Mostra internazionale d'arte cinematografica di Venezia nello stesso anno, fuori concorso. Una breve parte del film è stata girata in Sicilia, a Trapani.

## Trama
L'imperatore Chandragupta Maurya decide di lasciare ogni bene materiale e di ritirarsi presso un tempio jainista, in favore del suo erede Bindusara. Prima che parta, il nipote Susima corre da lui per dirgli che il piccolo Asoka ha preso la sua spada. L'anziano imperatore spiega al principino Asoka che la spada è un demone che vede solo sangue, sia esso di amici o nemici. Così decide di gettarla nel fiume prima di andarsene con gli altri monaci. Ma Asoka riesce a ritrovarla e, in preda all'euforia, la lancia in aria, uccidendo involontariamente due uccellini su un albero.
Anni dopo, Asoka è cresciuto e si trova a combattere contro l'esercito di Takshila. Quando i rinforzi che aveva chiesto non arrivano, Asoka sospetta che il principe Susima, suo fratellastro, stia cercando di farlo uccidere in battaglia, ma grazie alla sua astuzia riesce comunque a sconfiggere il nemico e a tornare a casa. Mentre fa il bagno nel fiume viene attaccato alle spalle da un sicario di Susima, che rimane però sconfitto; nel corso di un confronto con il fratello Asoka osa sedere sul trono e viene per questo aggredito dal principe Sugatra, altro suo fratellastro che parteggia per Susima. Venuto a conoscenza dell'episodio, l'imperatore Bindusara ordina alla madre di Asoka, Dharma, di fermare il figlio. L'imperatrice lo costringe perciò a partire e a lasciare la capitale per vivere come un uomo comune.
Giunto sotto mentite spoglie nel regno del Kalinga, conosce una bellissima ragazza di nome Kaurwaki, il suo fratellino Arya e il loro protettore Bheema, ai quali si presenta con il nome di Pawan. I tre sono ricercati da alcuni sicari e, dopo che Asoka/Pawan li salva, viene a sapere che la ragazza e il bimbo sono i principi del Kalinga, in fuga da quando il Primo Ministro ha fatto uccidere i loro genitori per prendere il potere.
Asoka e Kaurwaki trascorrono molto tempo insieme e si innamorano, decidendo infine di sposarsi nonostante Bheema sia fortemente contrario.
A un certo punto però il principe viene richiamato a Magadha dalla madre gravemente malata, ed è così costretto a lasciare l'amata e il piccolo Arya, a cui si è affezionato; promette però di tornare entro due giorni.
Giunto alla capitale si accorge che la madre sta in realtà benissimo e che voleva solo rivederlo. Subito dopo l'imperatore gli impone di andare a sedare una ribellione in corso a Ujjaini. Asoka, recatosi prima da Kaurwaki e Arya per salutarli, trova solo Bheema che lo informa della loro morte; il principe è devastato e vorrebbe togliersi la vita, ma viene salvato da Virat, un uomo conosciuto qualche mese prima e che di lì a poco diventa il suo migliore amico e protettore. Pieno di dolore, Asoka cerca di sfogare la sua disperazione combattendo con una ferocia inumana e annientando Ujjaini. Le spie di Susima, che complotta sempre, cercano di assassinarlo e il principe, rimasto ferito e salvato da Virat, viene portato in un monastero buddhista dove una donna di nome Devi si prende particolarmente cura di lui. Nel giorno del matrimonio Devi decide di andare a curare ugualmente Asoka, ma si trova a doverlo salvare dall'ennesimo assassino; rimane ferita, ed essendo questo un brutto presagio la famiglia dello sposo rinuncia al matrimonio.
Così, passato il periodo di convalescenza, Asoka decide di sposarla e ritorna, con lei accanto, a Magadha. Intanto, a seguito di una malattia, l'imperatore Bindusara muore, lasciando irrisolto il conflitto per il trono.
Devi è incinta e Susima e i suoi giocano un'ultima carta: convincono il saggio di corte ad assassinare la giovane donna, ma il piano fallisce e muore invece l'imperatrice Dharma. A questo punto Asoka, impazzito di rabbia e dolore, decide di vendicarsi e giunge armato a corte, dove lo stesso Susima lo provoca affinché lo uccida; Asoka esita, ma è Virat a colpire a morte il nemico quando questo tenta di colpire Asoka alle spalle. Tutti i principi cadono allora sotto la follia omicida di Asoka, eccetto Sugatra, che scappa e cerca asilo a Kalinga.
Ora Asoka è diventato l'imperatore, ma tutti lo chiamano Chanda Asoka (Asoka il Demone) per la sua crudeltà e brutalità; persino la moglie ne ha paura e si allontana da lui.
Desideroso di uccidere anche Sugatra, il sovrano dichiara guerra a Kalinga, senza sapere che Kaurwaki e Arya non solo non sono morti, ma hanno intanto ripreso il proprio posto a corte smascherando il Primo Ministro. Dal canto loro, i due non hanno mai smesso di cercare Pawan e non hanno mai scoperto la sua vera identità, pur essendogli arrivati vicino più volte.
L'esercito di Asoka miete vittime nel Kalinga; Bheema e Sugatra rimangono uccisi nel tentativo di assassinare il nemico, non senza che il primo abbia riconosciuto in lui Pawan; Virat tenta di far intendere ragione all'amico, ma viene arrestato. 
Durante la battaglia finale Kaurwaki, che guida l'esercito del Kalinga, riconosce l'amato e capisce chi sia, ma rimane ferita e Asoka vince, compiendo un terribile sterminio. La sera stessa, tuttavia, l'imperatore si aggira per il campo di battaglia e finalmente, davanti alle atroci visioni dei cadaveri, delle vedove e degli orfani, capisce la gravità di ciò che ha compiuto. A farlo crollare definitivamente è l'incontro con Kaurwaki, che per quanto lo ami ancora non lo può perdonare, e con Arya, ferito a morte dalle frecce. Il bambino spira tra le braccia di quello che ancora crede essere Pawan, e questo realizza con dolore che suo nonno, l'imperatore Chandragupta, aveva ragione nel dire che la spada è un demone. Asoka la getta finalmente via, e si converte al buddhismo: ha compiuto un male indicibile, ma può ancora dedicare il resto della sua vita a rimediare, diffondendo il messaggio di amore e pace che la sua nuova fede gli ha insegnato.

## Uscite internazionali
- Uscita in  Canada: 13 settembre 2001 (Toronto Film Festival)
- Uscita in  India: 26 ottobre 2001
- Uscita nel  Regno Unito: 26 ottobre 2001
- Uscita negli  USA: 26 ottobre 2001

## Collegamenti ad altre pellicole
La trama del film richiama quella di molte pellicole a sfondo storico, tra cui Il gladiatore e Braveheart.
Anche i film d'azione vengono omaggiati, come ad esempio Rambo.

## Musiche
Nel film sono presenti cinque canzoni, di seguito indicate nell'ordine in cui appaiono:
- San Sanana
- Aa Tayar Hoja
- O Re Kanchi
- Roshni Se
- Raat Ka Nasha

La prima viene cantata da Kaurwaki al momento della sua prima apparizione; la seconda è un item number, ovvero un'apparizione speciale di un'attrice.
La terza è una canzone corale, mentre Roshni Se è un sogno di Asoka nel quale ricorda Kaurwaki e canta con lei.
L'ultima, infine, è per metà un altro item number e per metà cantata da Kaurwaki

## Premi
Il film ha ricevuto quattro nomination ai Filmfare Awards, tra cui quella al Miglior Film e alla Migliore Attrice protagonista per Kareena Kapoor.
Solo una delle quattro si è tramutata in vittoria: Miglior Fotografia per Santosh Sivan, che ha vinto anche all'International Indian Film Academy Awards.
Inoltre Shah Rukh Khan ha vinto il premio come Miglior Attore protagonista, all'AIFA Awards.